# William Kvist
William Kvist Jørgensen, född den 24 februari 1985 i Rønde, Danmark, är en dansk före detta fotbollsspelare.

## Utmärkelser
- Superligaen: 2005/06, 2006/07, 2008/09, 2009/10, 2010/11, 2015/16, 2016/17 & 2018/19 (med FC Köpenhamn)
- Danska cupen: 2008/09, 2015/16 & 2016/17 (med FC Köpenhamn)
- "Årets bästa Superligaen spelare": 2010
- Årets fotbollsspelare i Danmark: 2010, 2011